# جو وینسنت میگز
جو وینسنت میگز (انگلیسی: Joe Vincent Meigs؛ ‏ ۲۴ اکتبر ۱۸۹۲ – ۱ ژانویهٔ ۱۹۶۳) متخصص زنان و زایمان اهل ایالات متحده آمریکا بود. وی دانش‌آموختهٔ دانشگاه پرینستون و دانشکده پزشکی هاروارد بود و نامش بر روی سندرم میگز ماندگار شده است.